# Isaac Albéniz
Isaac Manuel Francisco Albéniz (født 29. maj 1860, død 18. maj 1909) var en spansk komponist og pianist.
Han optrådte allerede i en alder af fire år som vidunderbarn på klaver.
Stak som barn af hjemmefra og levede af at afholde koncerter, han slog sig ned i Leipzig og begyndte at studere musik bl.a. hos Liszt.
Bosatte sig senere i Barcelona. Hans sidste offentlige fremtræden var i 1893, herefter bosatte han sig i Paris, og ofrede sig nu helt til komposition.
Foruden sine utallige klaverværker, skrev han fem operaer, tre operetter, en håndfuld orkesterstykker og en halv snes sange. 
Ingen af dem er noget særligt, han huskes udelukkende for sine klaverværker. En del af hans klaverværker er blevet transskriberet til guitar. Et af de kendte værker er Asturias.